# Andrea Vaccher
Andrea Vaccher (né le 21 décembre 1988 à Conegliano dans la province de Trévise en Italie) est un coureur cycliste italien.

## Biographie
Il est d'août à décembre 2014 stagiaire dans l'équipe Lampre-Merida. Fin 2014, La Gazzetta dello Sport révèle qu'il fait partie des clients du controversé médecin italien Michele Ferrari.

## Palmarès
- 2009
  - Coppa Collecchio
- 2010
  - 2e du Trophée de la ville de San Vendemiano
- 2011
  - Coppa Varignana
- 2012
  - 2e de Bassano-Monte Grappa
  - 3e de la Medaglia d'Oro Frare De Nardi
  - 3e de l'Astico-Brenta
- 2013
  - 2e du Piccola Sanremo
  - 2e de la Coppa Varignana
  - 3e du Trofeo Sportivi di Briga
- 2014
  - Trophée Edil C[3]
  - 1rea étape du Tour du Frioul-Vénétie julienne (contre-la-montre par équipes)
  - 3e du Grand Prix de Sarajevo
  - 3e du Gran Premio Industria e Commercio Artigianato Carnaghese

## Classements mondiaux
| Année           | 2010 | 2011 | 2012 | 2013 | 2014 | 2015   |
| --------------- | ---- | ---- | ---- | ---- | ---- | ------ |
| UCI Europe Tour | 411e | 896e | 592e | nc   | 206e | 1 173e |